# Isola Sant’Antonio
Isola Sant’Antonio (piemontesisch Ìsula ad Sant Antòni) ist eine Gemeinde in der italienischen Provinz Alessandria (AL), Region Piemont.

## Lage und Einwohner
Die Gemeinde Isola Sant’Antonio liegt rund 30 km nordöstlich der Provinzhauptstadt Alessandria und etwa 120 km östlich der Regionalhauptstadt Turin in der klimatischen Einordnung italienischer Gemeinden in der Zone E, 2 546 GG. Isola Sant’Antonio liegt bei 76 m s.l.m. und ist zusammen mit Molino dei Torti (ebenfalls 76 m s.l.m.) der niedriggelegenste Ort im Piemont. Das Gemeindegebiet umfasst eine Fläche von 23,55 km² und hat 653 (Stand 31. Dezember 2023) Einwohner. Durch das Gemeindegebiet fließen die Flüsse Po und Scrivia, die hier ein großes Naturschutzgebiet bilden. Gleichzeitig grenzt sie an der lombardischen Provinz Pavia. Innerhalb des Gemeindegebiets befindet sich die kleine Verwaltungsinsel San Pio, die zur Gemeinde Pieve del Cairo in der Provinz Pavia gehört, also einer lombardischen Enklave auf piemontesischem Gebiet.
Die Nachbargemeinden sind Alluvioni Piovera, Alzano Scrivia, Bassignana, Casei Gerola (PV), Castelnuovo Scrivia, Cornale e Bastida (PV), Gambarana, Guazzora, Mezzana Bigli (PV), Molino dei Torti, Pieve del Cairo (PV) und Sale.

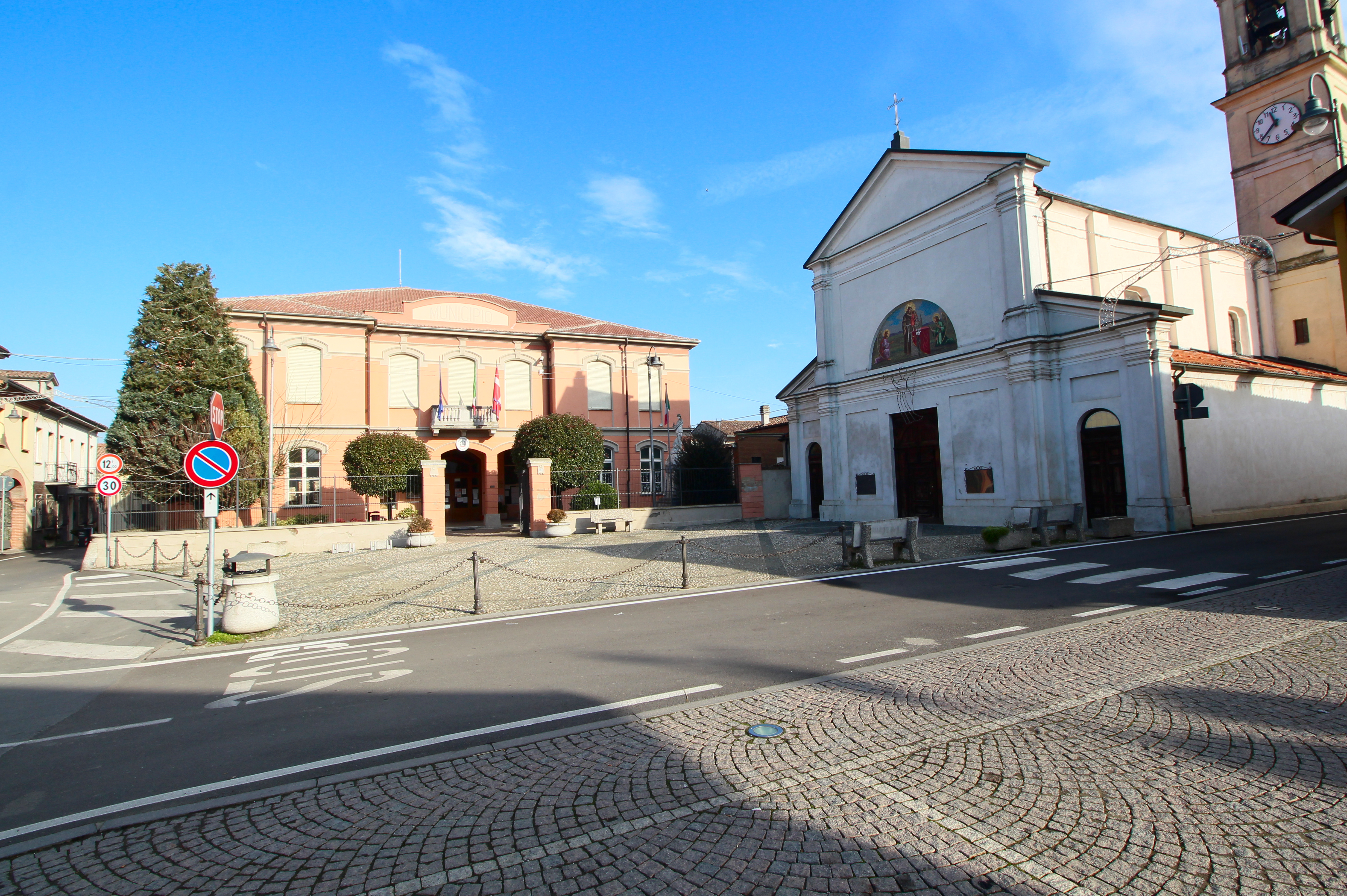
Zentrum mit Gemeindehaus und Kirche

## Geschichte
Der Ort entstand 1545, als die Isimbardi Bauern ansiedelten. Der Name Isola (italienisch Insel) bezieht sich auf die Lage zwischen den drei Flüssen Po, Scrivia und Tanaro (nicht im Gemeindegebiet), Sant’Antonio bezieht sich auf eine dem Antonius von Padua geweihten Kapelle im Ortskern, die wenige Meter nördlich der Kirche liegt. Der Ort bestand aus den drei Teilen Inferno (erstmals 1648 so genannt), Purgatorio (durch eine Flut des Po zerstört und als Brusa Vecchia neu aufgebaut) und Paradiso (alle drei Ortsnamen wie in Dante Alighieris Göttlicher Komödie). Der Ort wurde 1818 durch ein Dekret von Viktor Emanuel I. eine eigenständige Gemeinde.

## Sehenswürdigkeiten
- Chiesa di Sant’Antonio da Padova, Kirche im Ortskern an der Piazza Garibaldi, die von 1802 bis 1810 als kleine Kirche entstand und bereits 1819 abgerissen wurde. Die heutige Kirche entstand von 1819 bis 1827.[6]

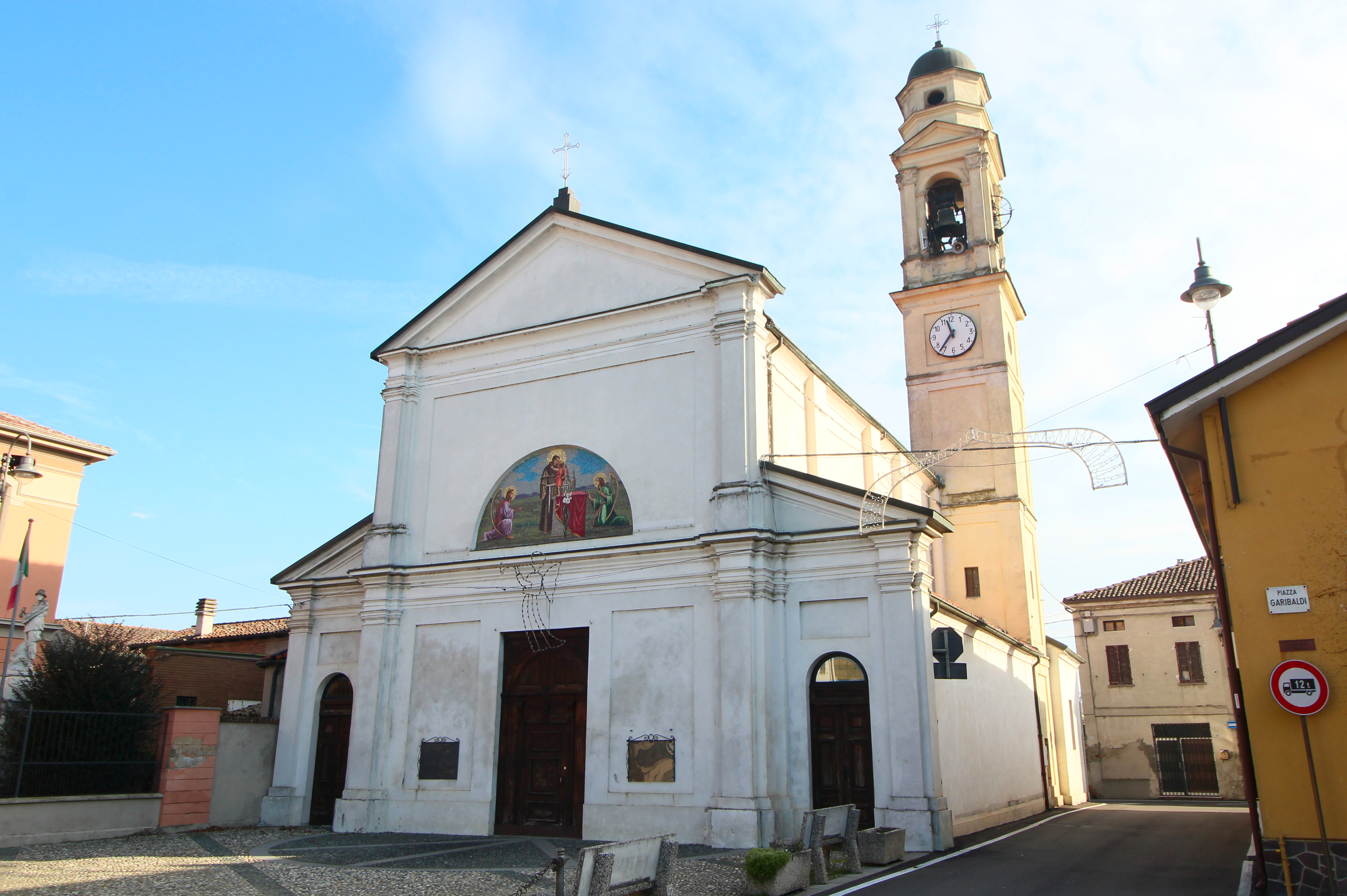
Die Kirche Sant’Antonio da Padova